# Mikhail Nikolayevich của Nga
Đại vương công Michael Nikolaevich của Nga (25 tháng 10 năm 1832 – 18 tháng 12 năm 1909) là người con út trong số 7 người con của Nikolai I của Nga và Charlotte Wilhelmine của Phổ. Dưới thời Alekxandr II, Michael là Toàn quyền của Caucasia, trong Chiến tranh Nga-Thổ Nhĩ Kỳ (1877-1878) ông trở thành Tổng tư lệnh quân đội Nga tại Kavkaz và được phong làm Thống chế vào tháng 4 năm 1878. Ông qua đời vào ngày 18 tháng 12 năm 1909 tại Cannes, nước Pháp.

## Tiểu sử
Sinh ngày 25 tháng 10 năm 1832 là con trai nhỏ nhất của Sa hoàng Nikolai I và Charlotte Wilhelmine của Phổ. Với tư cách là con trai của Sa hoàng Nga ông được tấn phong tước hiệu Đại vương công từ khi chào đời. Thiếu thời ông được giáo dục bởi chính cha mẹ. Năm 1843 và 1844, Mikhail cùng với hai anh trai Nikolai và Konstantin góp mặt trên chuyến đi đến Vịnh Phần Lan.
Vào ngày 16 tháng 8 năm 1857, ông kết hôn với Công chúa Cecilie của Baden con gái của Đại vương công Leopold của Baden và sinh được 7 người con gồm 6 trai và 1 gái.

## Danh dự
- Đế quốc Nga:
  - Hiệp sĩ Thánh Andrew, năm 1832
  - Hiệp sĩ của Thánh Alexander Nevsky, năm 1832
  - Hiệp sĩ đại bàng trắng, năm 1832
  - Hiệp sĩ Thánh Anna, Hạng 1, năm 1832
  - Hiệp sĩ của Thánh George, Hạng 4, tháng 7 năm 1854; Hạng 2, tháng 2 năm 1864; Hạng 1, tháng 9 năm 1877
  - Hiệp sĩ của St. Vladimir, Hạng 1, tháng 1 năm 1863
  - Golden Sabre "Cho sự dũng cảm" , 1863; Thanh kiếm vàng "Cho cuộc chinh phục Caucasus", bằng Kim cương và Ngọc lục bảo, tháng 2 năm 1864
  - Hiệp sĩ của St. Stanislaus, Hạng 1, tháng 11 năm 1865
- Phổ:
  - Hiệp sĩ của Đại bàng đen, ngày 14 tháng 6 năm 1838
  - Grand Cross of the Red Eagle, ngày 14 tháng 6 năm 1838
  - Pour le Mérite (quân sự), ngày 8 tháng 12 năm 1871
- Thụy Điển Na Uy: Knight of the Seraphim, ngày 15 tháng 2 năm 1892
- Áo: Grand Cross of the Royal Hungary Order of St. Stephen, năm 1851
- Hà Lan: Grand Cross of the Dutch Lion, năm 1849
- Pháp: Grand Cross of the Legion of Honor, tháng 6 năm 1876
- Đan Mạch: Hiệp sĩ voi, ngày 10 tháng 9 năm 1881
- Baden:
  - Knight of the House Order of Fidelity, năm 1852
  - Grand Cross of the Zähringer Lion, năm 1852
  - Grand Cross của Quân đội Karl-Friedrich, năm 1864
- Württemberg:
  - Grand Cross of the Württemberg Crown, năm 1846
  - Grand Cross của Huân chương Quân công, ngày 10 tháng 9 năm 1878
- Nassau: Hiệp sĩ Sư tử vàng của Nassau, năm 1860